# Downgrade
Downgrade (doslova nižší stupeň) je snížení (vrácení se na původní verzi) určitého výrobku; typicky softwaru či počítačové komponenty.
Downgrade se provádí hlavně v případě nekompatibility vyšší verze softwaru/zařízení s jinou součástí počítače či programového vybavení. Opakem downgradu je upgrade.
Příkladem downgradovaného programu je Gmax, původní starší verze softwaru 3D Studio MAX, která je používaná profesionálními počítačovými grafiky. Gmax je volně ke stažení a zjednodušený pro snadné použití.
Termín „downgrade“ se stal obzvláště populární během vydání operačního systému Windows Vista, od kterého se uživatelé chtěli vrátit zpět, nebo downgradovat (v některých případech byl tento úkon ironicky nazýván „upgradem“) na Windows XP z důvodů výkonnostních a všeobecných problémů Vist od Microsoftu.